# Wansan-dong, Yeongcheon
Wansan-dong (koreanska: 완산동) är en stadsdel i staden Yeongcheon i provinsen Norra Gyeongsang i den östra delen av Sydkorea, 250 km sydost om huvudstaden Seoul.